# Kensaku Morita
Kensaku Morita (jap. 森田 健作, Morita Kensaku; * 16. Dezember 1949 in Ōta, Präfektur Tokio als Suzuki Eiji (鈴木 栄治)) ist ein japanischer Schauspieler und Politiker. Er ist seit 2009 Gouverneur von Chiba.

## Leben
Morita, Absolvent der Meiji-Gakuin-Universität, begann seine Schauspielerkarriere 1969 in dem Shōchiku-Film Yūzuki. Danach spielte er auch mehrere Hauptrollen in Fernsehserien. In den 1990er Jahren wechselte er in die Politik: Von 1992 repräsentierte er für eine Wahlperiode die Präfektur Tokio im Sangiin, dem Oberhaus. 1998 gewann er die Nachwahl im 4. Wahlkreis Tokio im Shūgiin, dem Unterhaus, für den erhängten Shōkei Arai. Morita gehörte mit Unterbrechungen der Liberaldemokratischen Partei (LDP) an. Er war in den 1990er Jahren unter anderem parlamentarischer Staatssekretär (seimujikan) in der Behörde für die Entwicklung Okinawas und im Bildungsministerium.
Bei der Shūgiin-Wahl 2003 trat Morita nicht mehr an, um sich für einen Gouverneursposten zu bewerben. Bei den Gouverneurswahlen in Chiba 2005 forderte er Amtsinhaberin Akiko Dōmoto heraus und unterlag knapp mit rund 6000 Stimmen Unterschied. Als Dōmoto vier Jahre später nicht mehr kandidierte, gewann er die Wahl am 29. März 2009 klar vor Taira Yoshida, der von den Oppositionsparteien auf nationaler Ebene unterstützt worden war, und drei weiteren Kandidaten. Er trat sein Amt am 5. April 2009 an.

## Filmografie (Auswahl)
- 1977: Der große Krieg der Planeten (Wakusei daisenso)